# Waldbredimus
Waldbredimus (lb. Waldbriedemes) − wieś (Uertschaft) w południowo-wschodnim Luksemburgu, w kantonie Remich, w gminie Bous-Waldbredimus. Do 3 października 2015 miejscowość leżała w dystrykcie Grevenmacher, a do 31 sierpnia 2023 była samodzielną gminą. Liczy 1337 mieszkańców (1 stycznia 2023).